# Rezay
Rezay é uma comuna francesa na região administrativa do Centro, no departamento Cher. Estende-se por uma área de 21,82 km². Em 2010 a comuna tinha 211 habitantes (densidade: 9,7 hab./km²).